# ATunes
aTunes — вільний аудіо програвач, написаний на Java. Програма може відтворювати різноманітні формати, підтримувані в MPlayer і xine, дає можливість прослуховувати інтернет-радіо і подкасти, підтримує категоризацію через теги, надає засоби для караоке, може інтегруватися з last.fm і виконувати пошук через сервіси YouTube, Google Video і Wikipedia.
Розповсюджується під ліцензією GPLv2.